# Свети Архангел Михаил (Потамия)
Вижте пояснителната страница за други значения на Свети Архангел Михаил.
„Свети Архангел Михаил“ (на гръцки: Αρχαγγέλου Μιχαήλ) е възрожденска православна църква в село Потамия на остров Тасос, Егейска Македония, Гърция, част от Филипийската, Неаполска и Тасоска епархия на Вселенската патриаршия.
Църквата е гробищният храм на селото. В храма няма надпис, но съдейки по двата вентилационни отвора в светилището, които са същите като в „Свети Архангел Михаил“ в Макриамос, той датира от около 1840 година. Оригиналната дебелина на стената е 0,90 m, което показва, че църквата може би е била сводеста и става въпрос за ремонт на по-стар храм.
В архитектурно отношение храмът е еднокорабен с удължение и притвор на запад. Храмът е удължен и на височина. Три стъпала водят до тесния притвор, а още две до наоса. Друг вход с пет низходящи стъпала води направо в южния кораб. Храмът има външни размери 7,35 m на 13,27 m. Храмът е осветен от един северен и два южни прозореца. Подът е циментиран, а таванът с дъски. Покрай стените има пейки на ниска каменна основа. Иконостасът е по-нов, дървен с три врати и четири царски икони. Конхата на светилището стига до пода. Има и две полукръгли ниши за протезис и диаконикон, а на северната стена има правоъгълна ниша. Осветлението е от два осветителни прозореца – един на север и един в конхата. Покривът на храма и външната притвора е трискатен със скосяване на запад.